# Borgenär
Borgenär, eller fordringsägare, är den part som har en fordran mot någon annan, betecknad gäldenär.

## I svenskan
Enligt en undersökning gjord av Skatteverket 2006 var ordet borgenär svenskans mest missförstådda ekonomirelaterade ord – 93 % av de svarande trodde att ordet betydde borgensman.